# Nemesio García Carril
Nemesio García Carril (Sobrado, 27 de abril de 1943) es un compositor, maestro de capilla y musicólogo español.

## Vida
Nemesio García Carril nació en Sobrado de los Mojes en la provincia de La Coruña. Estudió en los conservatorios de Santiago de Compostela —piano— y de La Coruña —composición—, y posteriormente se especializó en la Academia de Santa Cecilia de Roma en composición, dirección y canto, y en el Pontificio Instituto de Música Sacra del Vaticano, canto gregoriano y musicología.
En 1971 fue nombrado maestro de capilla de la Catedral de Santiago de Compostela y director de la Escolanía Ángeles de Compostela, puestos que mantuvo hasta 1986. Durante esos mismos años fue profesor numerario de música de enseñanza secundaria Rosalía de Castro en Santiago y profesor del Conservatorio de Puenteareas (Pontevedra). En 1986 se trasladó a Lisboa, donde ejerció de profesor de música en el Instituto Español hasta 1991, además de formar parte de la misión cultural de la embajada de España en Portugal. Posteriormente ha trabajado como catedrático de música en el Instituto Padre Suárez de Granada, además de colaborar como profesor con la Universidad de Granada.
Ha recibido numerosos homenajes, entre los que se cuentan el Premio de la Crítica Gallega (1984), el nombramiento de «hijo preferido» de su ciudad natal (1986) y la medalla de la Catedral de Santiago (2019). En 2023 se expusieron sus partituras en la Biblioteca Capitular de la Catedral de Santiago en el marco de una exposición de los archivos musicales de la Catedral.

## Obra
Es conocido sobre todo por sus composiciones para películas y series de televisión, como La hija del mar (1976) y Musical A Nai (1998). Destaca la música compuesta para la serie Los gozos y las sombras (1982) de Televisión Española.
Durante su estancia en Santiago de Compostela realizó numerosas armonizaciones de música popular gallega que recogía en sus trabajos de campo y en libros publicados. Esta música más tarde se cantaba en la Escolanía.
Ha colaborado en diccionarios de música internacionales y publicó selecciones de los libros de polifonía de la Catedral de Santiago. Además publicó el LP Grandes obras musicales del siglo XIX en la catedral de Santiago.